# Farman MF.7
El Maurice Farman MF.7 fue un biplano francés desarrollado antes de la Primera Guerra Mundial pero usado como avión de reconocimiento por los servicios aéreos tanto francés como británico en los periodos iniciales de la guerra, antes de ser relegado a la función de avión de entrenamiento.
Los británicos dieron a este aparato el sobrenombre de Longhorn («cuernilargo», o «de cuernos largos»). Efectivamente, el MF.7 se caracterizaba por un estabilizador horizontal delantero situado sobre unos largos y elevados patines de aterrizaje, parecidos a largos cuernos. Un modelo posterior de Farman, el MF.11, fue consecuentemente apodado Shorthorn («cuernicorto», o «de cuernos cortos»), para distinguirlo del Farman MF.7.

## Diseño y desarrollo
El MF.7 era un biplano con un timón de profundidad delantero montado sobre elevados patines de aterrizaje curvados hacia arriba y cola biplano con doble timón. La estructura era una combinación de fresno y pícea, y muchos de sus componentes eran huecos.
Estaba propulsado por un motor Renault V-8 refrigerado por aire y hélice propulsora, montado en la parte trasera de una cesta o góndola. La hélice iba acoplada al árbol de levas del motor, de modo que revolucionaba la mitad que el propio motor.

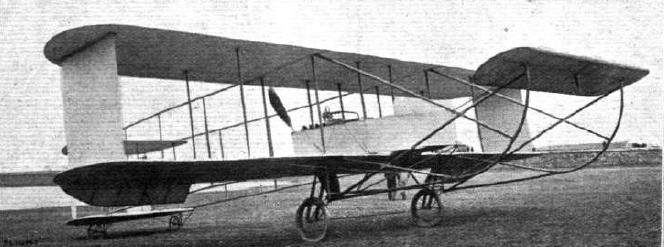
Biplano Maurice Farman de 1910

El diseño se originó con el segundo aeroplano de Maurice Farman, construido en 1910. Medía 12,75 metros de largo y tenía alas superior e inferior con envergadura de 11 metros. Las alas eran redondeadas en sus extremos y el par exterior de cables tensores estaba recubierto de tela para formar cortinas laterales similares a las del biplano Voisin de 1907. El tren de aterrizaje era también de estilo Voisin, con un par de ruedas de aterrizaje montadas sobre brazos tirados tras los patines.
El alabeo se obtenía mediante alerones montados tan solamente en las alas inferiores. El control del cabeceo se efectuaba únicamente mediante el timón de profundidad delantero, situado en el extremo de los grandes patines de aterrizaje. La cola estaba constituida por un conjunto biplano de estabilizadores horizontales fijos y por un doble timón de dirección. La distancia entre alas era de 1,50 m.
Las cortinas laterales fueron pronto retiradas durante las fases de desarrollo del aparato y los siguientes aeroplanos, incluyendo el pilotado por Maurice Tabateau para ganar la Copa Michelín de 1910, tenían alas terminadas en forma recta y superficies de cola modificadas, con un timón de profundidad incorporado en el estabilizador trasero superior.
El Maurice Farman de 1911 que ganó el Premio Michelín Puy de Dôme tenía una envergadura aumentada, con ala superior de 16 m e inferior de 14,50. Tenía alerones montados sobre las dos alas, superior e inferior. El tren de aterrizaje disponía ya de dos pares de ruedas unidas a los patines mediante cuerdas elásticas.
El Maurice Farman es objeto de una descripción técnica detallada en el número del 6 de julio de 1912 de la revista Flight International. Se lo describe ahí como un nuevo tipo, pero también señala que el diseño tiene como mínimo dos años. El avión descrito difiere de anteriores aeronaves principalmente en que tiene una distancia de 2 m entre alas.

## Historia operacional

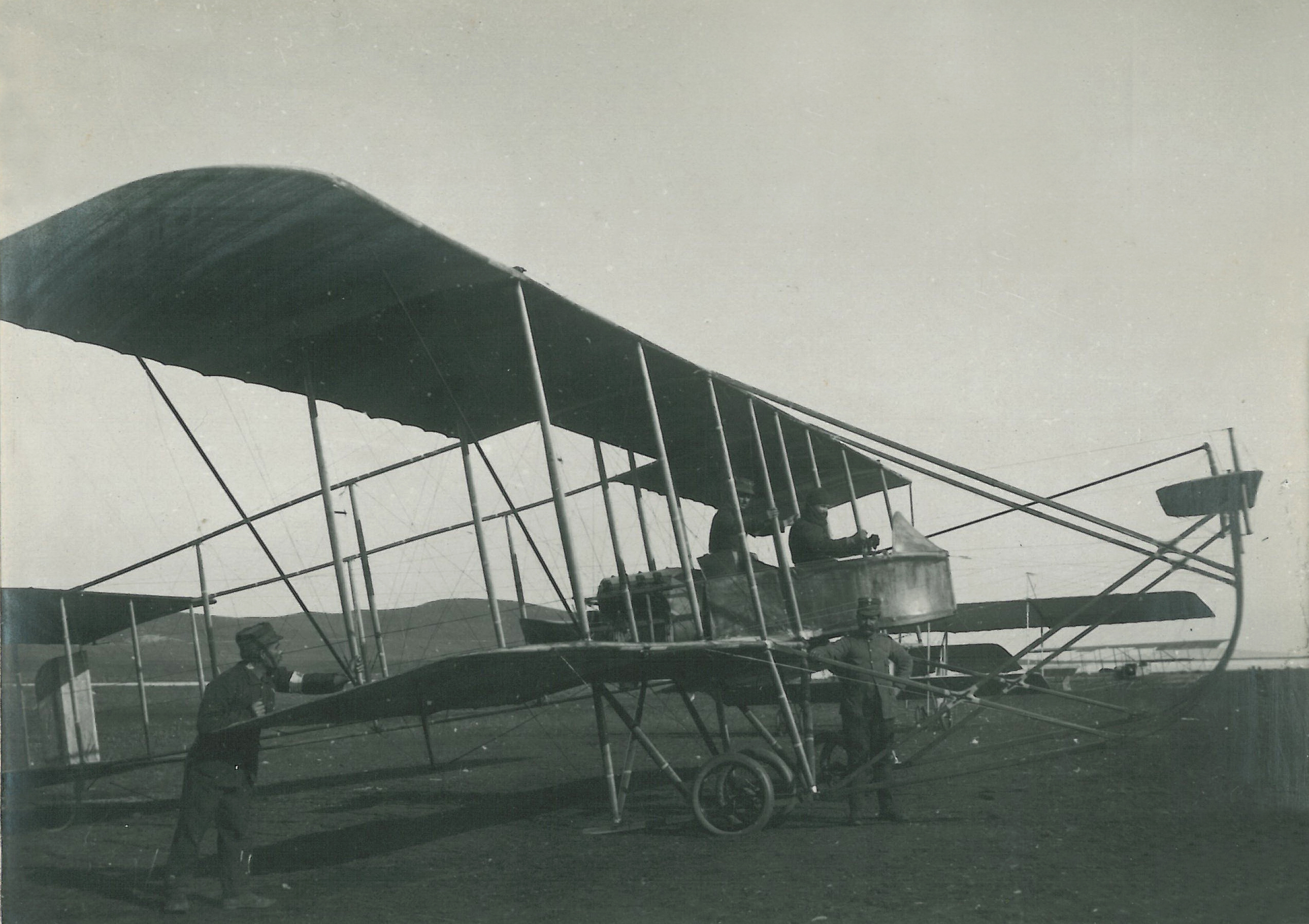
Biplano MF.7 en Préveza en 1912

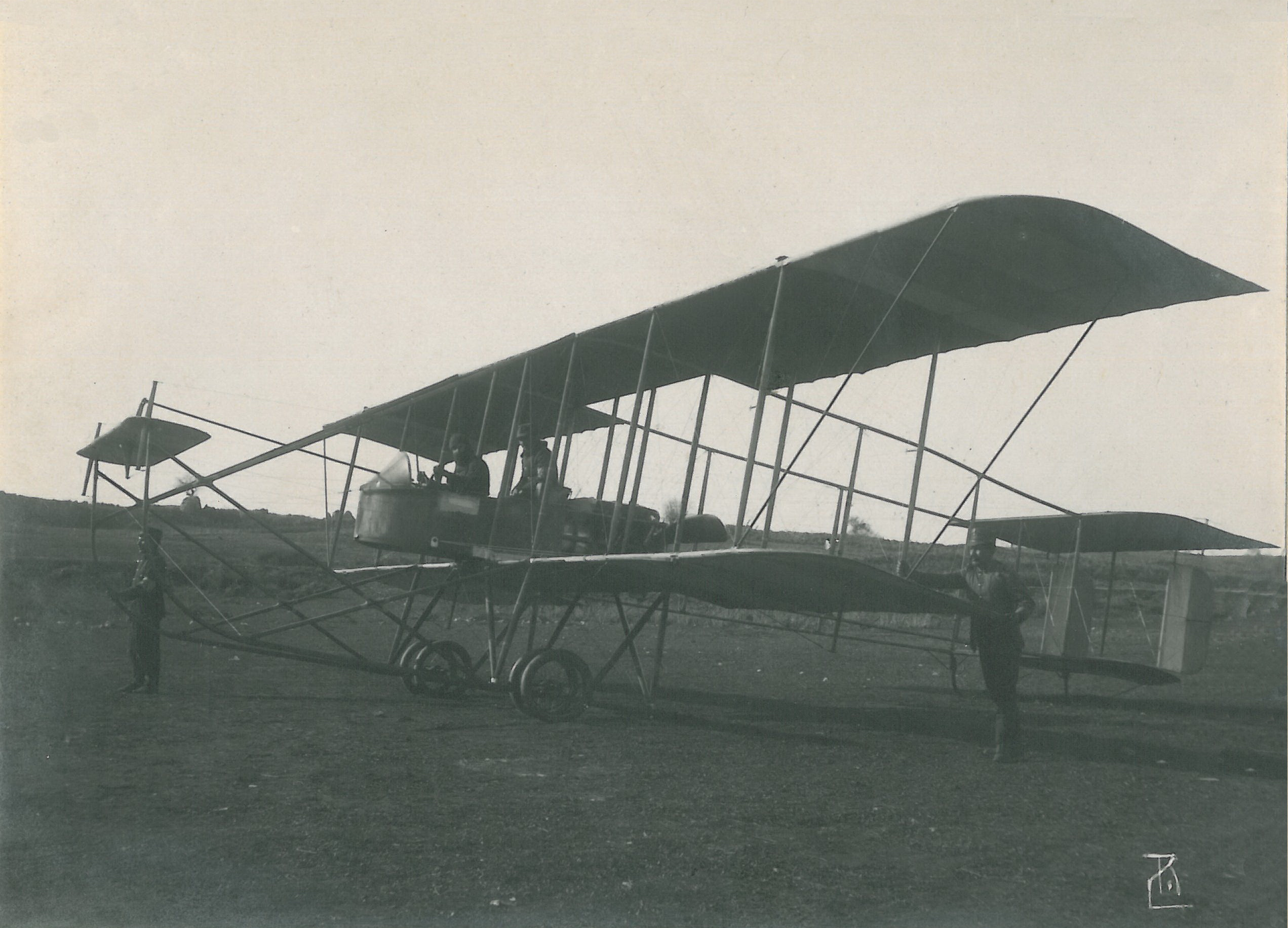
Biplano MF.7 Longhorn en Préveza en 1912

### Vuelos civiles
Las primeras versiones del diseño se usaban con fines de instrucción en la escuela de vuelo de Maurice Farman en Buc, Yvelines.
El 28 de octubre de 1910 Maurice Tabateau ganó la Copa Michelín al pilotar un MF.7 a lo largo de 464,72 km en espacio de 6 h 1 min y 35 s.
El 7 de marzo de 1911 Eugène Renaux pilotó un ejemplar para ganar el Premio Michelín que requería llevar un pasajero en vuelo desde París a la cima del Puy de Dôme.
Una variante con una «bahía» extra, que incrementaba la envergadura del ala superior a 20 m, fue usada por Géo Fourny para establecer un récord de resistencia de 720 km en 11 horas, 29 minutos y 11 segundos, el 2 de septiembre de 1911. Este fue uno de los dos aeroplanos que Maurice Farman inscribió para la competición francesa de aeroplanos militares que tuvo lugar en noviembre de 1911. El segundo aparato tenía envergadura similar, pero estaba montado con alas escalonadas.
En España el Farman MF.7 entró en servicio en 1913, empezando con cuatro ejemplares que Francia envió a Tetuán en el protectorado español de Marruecos en octubre de ese mismo año. Además del total de doce unidades recibidas de Francia, este modelo también fue producido en España por Carde y Escoriaza. Muy pronto fue dedicado a labores de entrenamiento, al ser muy fácil de pilotar.

### Uso militar
- Cuatro MF.7 fueron vendidos a Noruega y sirvieron en el Servicio Aéreo del Ejército Noruego.
- Un ejemplar griego fue convertido a hidroavión: con Michael Moutoussis y Aristeidis Moraitinis llevó a cabo la primera misión de cooperación aeronaval durante la Primera Guerra de los Balcanes.
- Los MF.7 fueron usados por fuerzas imperiales japonesas en la Batalla de Tsingtao de la Primera Guerra Mundial, siendo uno de ellos derribado por el único aparato que las fuerzas alemanas tenían disponible en condiciones de vuelo.
- El Cuerpo Aéreo Australiano, suministrado con el MF.7 por el Ejército Británico de la India, lo operó durante la Campaña de Mesopotamia de 1915-1916.
- El Maurice Farman MF.7 fue adoptado por la Aeronáutica Militar Española en 1913, llegando en primavera a Cuatro Vientos los seis primeros. Cuatro de ellos fueron con la primera escuadrilla a Tetuán en octubre. A fines de año pasaron a Arcila dos o tres MF.7. Era un aparato fácil de pilotar, y muy pronto fue empleado como avión escuela en Cuatro Vientos y Alcalá. También existió una escuadrilla de MF-7 en Guadalajara desde 1916, pues además de los recibidos de Francia (unos doce), fue fabricado en Zaragoza por Carde y Escoriaza.
- Un ejemplar vendido a Alberto Braniff e incorporado con su dueño a la escuadrilla aérea  del ejército mexicano (antecedente de la Fuerza aérea mexicana).

## Ejemplares preservados
- Museo del Aire y el Espacio en Le Bourget, París.
- Museo Noruego de Ciencia y Tecnología, Oslo.

## Especificaciones Técnicas (MF.7)
Referencia datos: Encyclopedia of Military Aircraft y Web oficial del Ejército del Aire – Aeronaves Históricas – Ficha del Maurice Farman MF-7

### Características generales
- Longitud: 11,4 m (37,2 ft)
- Envergadura: 15,5 m (51 ft)
- Altura: 3,5 m (11,3 ft)
- Peso vacío: 580 kg (1278,3 lb)
- Peso máximo al despegue: 855 kg (1884,4 lb)
- Planta motriz: 1× motor en V refrigerado por aire Renault 8C.
  - Potencia: 51 kW (69 HP; 70 CV)

### Rendimiento
- Velocidad nunca excedida (Vne): 95 km/h (59 MPH; 51 kt)
- Velocidad crucero (Vc): 85 km/h (53 MPH; 46 kt)
- Alcance: 3,5 horas
- Techo de vuelo: 4000 m (13 123 ft)